# Veracruz (Honduras)
Veracruz (uit het Spaans: "Het Ware Kruis") is een gemeente (gemeentecode 0423) in het departement Copán in Honduras.
Het dorp heette eerst Quetuna en maakte deel uit van de gemeente San José tot het in 1902 een zelfstandige gemeente werd. Het dorp ligt in het Dal van Quetuna.

## Bevolking
De bevolking is als volgt verdeeld:
| Vrouwen | 1599 | 47% |
| Mannen  | 1800 | 53% |